# Martin Burjan
Martin Burjan, slovenski vojaški pilot, častnik, obrambni in letalski ataše, * 11. junij 1951, Ptuj, † 2002.
Brigadir Burjan je bil prvi obrambni in letalski ataše Republike Slovenije v ZRN.

## Vojaška kariera
- letalska vojaška akademija JLA (končal 1972)
- letalski inštruktor JLA (1972 - 1980)
- poveljnik lovsko-bombniško eskadrilje JLA, letališče Cerklje ob Krki (1980 - 1991)
- 15. brigada vojnega letalstva Slovenske vojske
- obrambni in letalski ataše Republike Slovenije v ZRN (? - april 2002)

## Odlikovanja in priznanja
- zlata medalja Slovenske vojske (8. maj 2002)